# Kazimierz Nowak (prawnik)
Kazimierz Nowak (ur. 15 stycznia 1915, zm. 4 grudnia 1994)) – polski prawnik, profesor nauk prawnych, nauczyciel akademicki Uniwersytetu Śląskiego, specjalista w zakresie prawa konstytucyjnego.

## Życiorys
Absolwent Uniwersytetu Jagiellońskiego (1946).  Członek PPR (1943-1948) i PZPR (od 1948). Kierownik Wydziału Propagandy Komitetu Wojewódzkiego PPR w Krakowie (1946-1947). Członek Wojewódzkiej Rady Narodowej w Krakowie (1947-1949). Członek ZBoWiD. W 1949 zyskał stopień naukowy doktora, a w 1958 stopień doktora habilitowanego. W 1970 nadano mu tytuł naukowy profesora nauk prawnych. Był wykładowcą na Wydziale Prawa Uniwersytetu Jagiellońskiego (1947-1963), na Wydziale Prawa Uniwersytetu Mikołaja Kopernika w Toruniu (1963-1968) oraz na Wydziale Prawa i Administracji Uniwersytetu Śląskiego (1968-1979). Pod jego kierunkiem w 1972 stopień naukowy doktora uzyskał Marcin Kudej.

## Wybrane publikacje
- Sejm a rząd w Polsce Ludowej (1973)
- Wojewódzka Rada Narodowa w Katowicach : struktura i działalność (1973)
- Związki zawodowe w Stanach Zjednoczonych (1972)
- Ustrój państwowy Niemieckiej Republiki Demokratycznej (1971)
- System partyjny w Stanach Zjednoczonych (1970)
- System prezydencjalny Stanów Zjednoczonych (1969)
- NRF : zagadnienia polityczno-ustrojowe (1967)
- Rady narodowe województwa krakowskiego (współautor: Jan Antoniszczak, 1955)[2]

## Odznaczenia
- Krzyż Oficerski Orderu Odrodzenia Polski
- Krzyż Kawalerski Orderu Odrodzenia Polski
- Krzyż Partyzancki
- Medal 10-lecia Polski Ludowej
- Medal 30-lecia Polski Ludowej
- Medal 40-lecia Polski Ludowej
- Medal Komisji Edukacji Narodowej